# Elaphoglossum serpens
Elaphoglossum serpens là một loài dương xỉ trong họ Dryopteridaceae. Loài này được Maxon & C.V. Morton mô tả khoa học đầu tiên.